# Gezählte Stunden
Gezählte Stunden ist ein US-amerikanisches Filmdrama von Vincent Sherman. Die Hauptrollen sind mit Richard Todd, Ronald Reagan und Patricia Neal besetzt.
Der Film, dessen Drehbuch auf einem Bühnenstück von John Patrick basiert, wurde 1949 gedreht. Premiere hatte er am 2. Dezember 1949 in den USA. In Deutschland wurde der Film erstmals am 23. Juni 1950 in den Kinos gezeigt.

## Handlung
Burma 1945. Fünf Patienten eines Rot-Kreuz-Hospitals bleiben im Hospital, nachdem der Rest der Patienten zum Ende des Krieges heimgeschickt wurde: der Amerikaner Yank, der Australier Digger, der Engländer Tommy, der Neuseeländer Kiwi und der Basuto-Afrikaner Blossom, der kein Englisch spricht. Colonel Dunn teilt ihnen mit, dass der Schotte McLachlen zu ihnen stoßen wird. Ihnen wird auch gesagt, dass der Schotte nur noch eine Niere hat und bald sterben wird. Die anderen sollen sich um ihn kümmern.
Die Männer stimmen zu, doch als McLachlen ankommt, weist er alle Freundlichkeiten zurück. Yank ist von schottischer Abstammung, doch er hasst seinen schottischen Großvater. Die kanadische Schwester Margaret, die in Schottland ausgebildet wurde, erreicht ebenso keinen Zugang bei McLachlen. Sie erfährt, dass er Geld gespart hat, um nach dem Krieg eine Farm zu kaufen. Sie versucht ihn zu überreden, etwas von dem Geld zu nehmen und einen Regimentskilt zu kaufen, was er aus Sparsamkeit vorher nicht getan hat. Als die Männer abends schlafen gehen, spielt McLachlen auf einem Dudelsack. Blossom singt dazu ein afrikanisches Lied.
McLachlen will keine Briefe schreiben, weil ihm das Papier und die Briefmarken zu teuer sind. Er ist weiterhin misstrauisch und abweisend gegenüber seinen Kameraden und der Schwester. Margaret erzählt den anderen, dass McLachlen ein illegitimes Kind gewesen sei und eine harte Jugend hatte. Sie plant eine Party für McLachlens anstehenden Geburtstag. Sie hat ihm den Regimentskilt gekauft, die Männer haben andere Uniformbestandteile besorgt. McLachlen ist gerührt, als er die Geschenke erhält, doch er ist auch besorgt, dass er nicht in der Lage ist, diese Gaben zu erwidern.
In der Nacht erzählt McLachlen Margaret, dass er die Männer falsch eingeschätzt habe und er mit ihnen zusammen die Farm übernehmen werde. Sie fordert ihn auf, die Freundschaft der Männer anzunehmen. Am nächsten Tag trägt McLachlen seinen Kilt, woraufhin die anderen erfolglos versuchen, zu ergründen, was Schotten unter ihrem Kilt tragen. Später erzählt McLachlan Yank, dass er sich in Margaret verliebt habe. Als Margaret dies erfährt, will sie ihn glücklich machen.
Der behandelnde Arzt teilt McLachlen mit, dass er jederzeit nach Hause könne. Der Schotte erfährt auch von seiner geringen Lebenserwartung. Nun glaubt er, dass Margaret und die anderen Männer nur deswegen freundlich zu ihm waren. Er beschließt, nach Schottland zurückzukehren, um dort den Rest seines Lebens alleine zu verbringen. Er gibt die Uniform und den Kilt zurück und fordert die anderen auf, ihn allein zu lassen. Als McLachlen abreisen will, will ihm Blossom ein Abschiedsgeschenk überreichen, doch er lehnt es ab. Yank ist verärgert und erklärt, dass Blossom kein Englisch spreche und daher nicht wissen konnte, dass McLachlen bald sterben werde. McLachlen erkennt, dass er wieder falschgelegen hat, und bricht zusammen. Er will nicht alleine sterben und bittet darum, bleiben zu dürfen. Er nimmt die Uniform und den Kilt zurück und zieht sie wieder an. Tommy entdeckt endlich, was Schotten unter ihrem Kilt tragen.

## Auszeichnungen
Der Film gewann 1950 zwei Golden Globes. Er wurde als bester Film für die Völkerverständigung ausgezeichnet. Richard Todd erhielt den Golden Globe als Bester Nachwuchsdarsteller. Dazu wurde er in der Kategorie Bester Darsteller nominiert. Im selben Jahr erhielt Todd eine Oscarnominierung als Bester Hauptdarsteller. Drehbuchautor Ranald MacDougall wurde von der Writers Guild of America für den WGA Award nominiert.

## Hintergrund

### Produktion
Der Autor des Bühnenstücks John Patrick nahm als Grundlage für den Hauptcharakter McLachlen einen Soldaten, den er in Burma kennengelernt hatte.

### Besetzung
Richard Todd ist kein Schotte, sondern Ire, Patricia Neal keine Kanadierin, sondern US-Amerikanerin. Ralph Michael war Brite, ebenso wie Howard Marion Crawford, Alfie Bass und Anthony Nicholls. John Sherman war wirklich Australier, Orlando Martins wurde in Nigeria geboren.

## Kritik
Das Lexikon des internationalen Films beschreibt den Film als ein „sensibles Kammerspiel mit leisem Humor und starken Gefühlen“. Sanderson Beck schreibt, der Film „hebt den Wert der Freundschaft hervor“.